# 旧雲峰駅
旧雲峰駅（クウンボンえき）は朝鮮民主主義人民共和国慈江道慈城郡に位置する朝鮮民主主義人民共和国鉄道省雲峰線の駅である。